# Rallycross

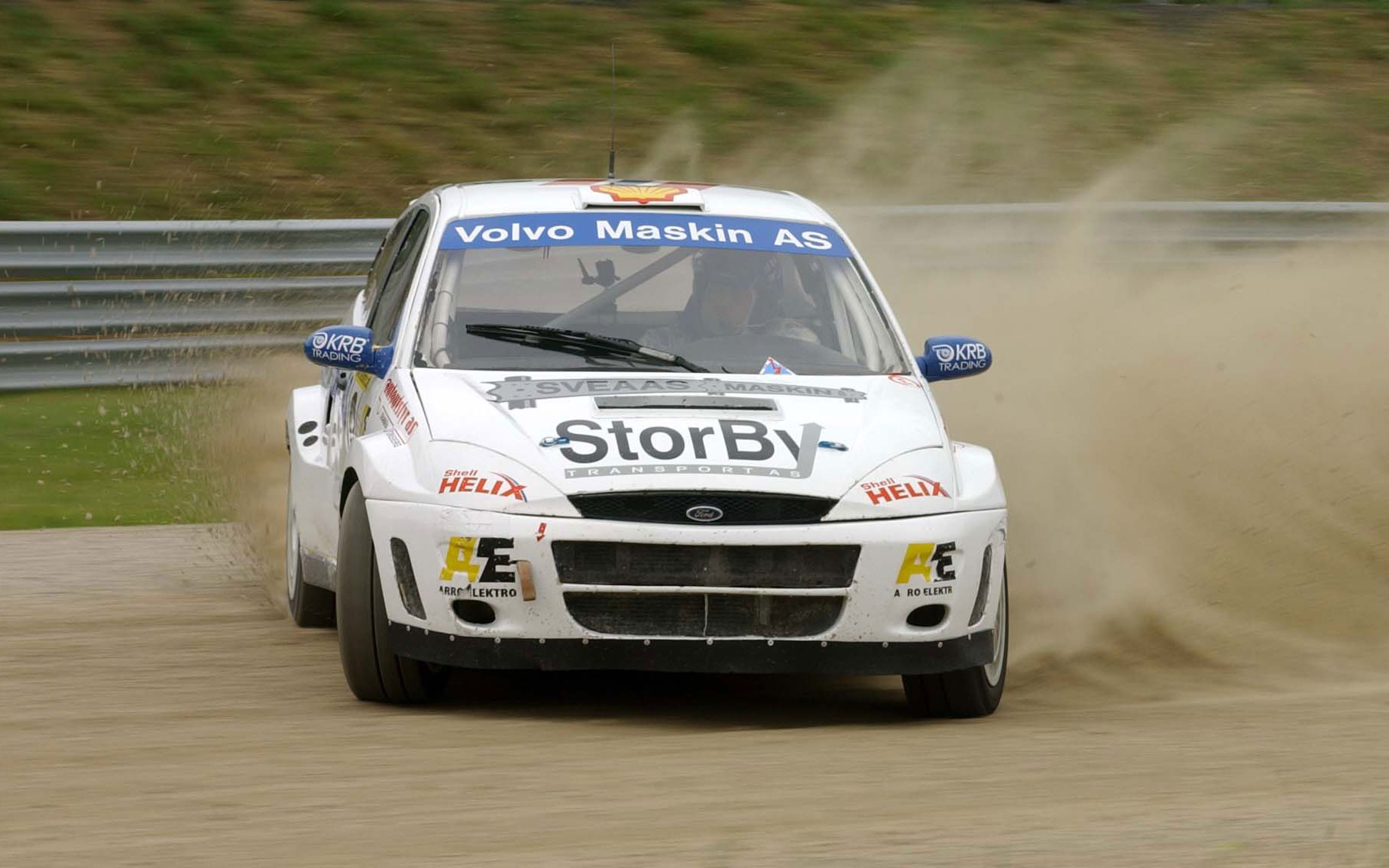
Der Norweger Sverre Isachsen und sein gut 550 PS starker Ford Focus T16 4x4 „flat out“ auf dem Wachauring in Melk

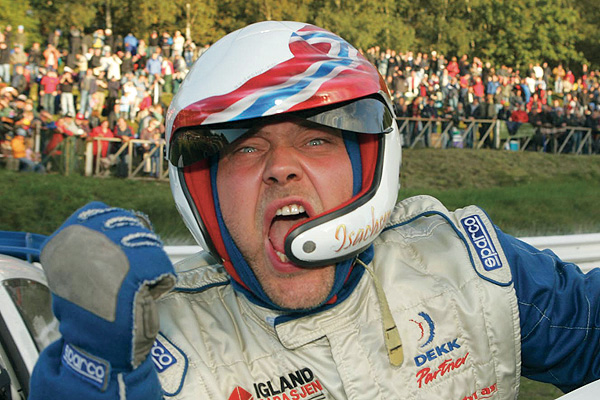
Isachsen nach seinem Sieg beim Rallycross-EM-Lauf 2005 auf dem Estering

Rallycross (engl.) (dt. laut Duden nur Rallyecross oder Rallye-Cross) ist ein Autorennen für geschlossene Fahrzeuge auf einer permanenten Motorsport-Rennstrecke mit wechselndem Streckenbelag, der fast immer aus Asphalt und Schotter besteht. Als Abkürzung hat sich das englische RX (X = cross) etabliert, auch, um eine Verwechslung mit Radio Control (Abkürzung RC) zu vermeiden.

## Reglement und Grundsätzliches

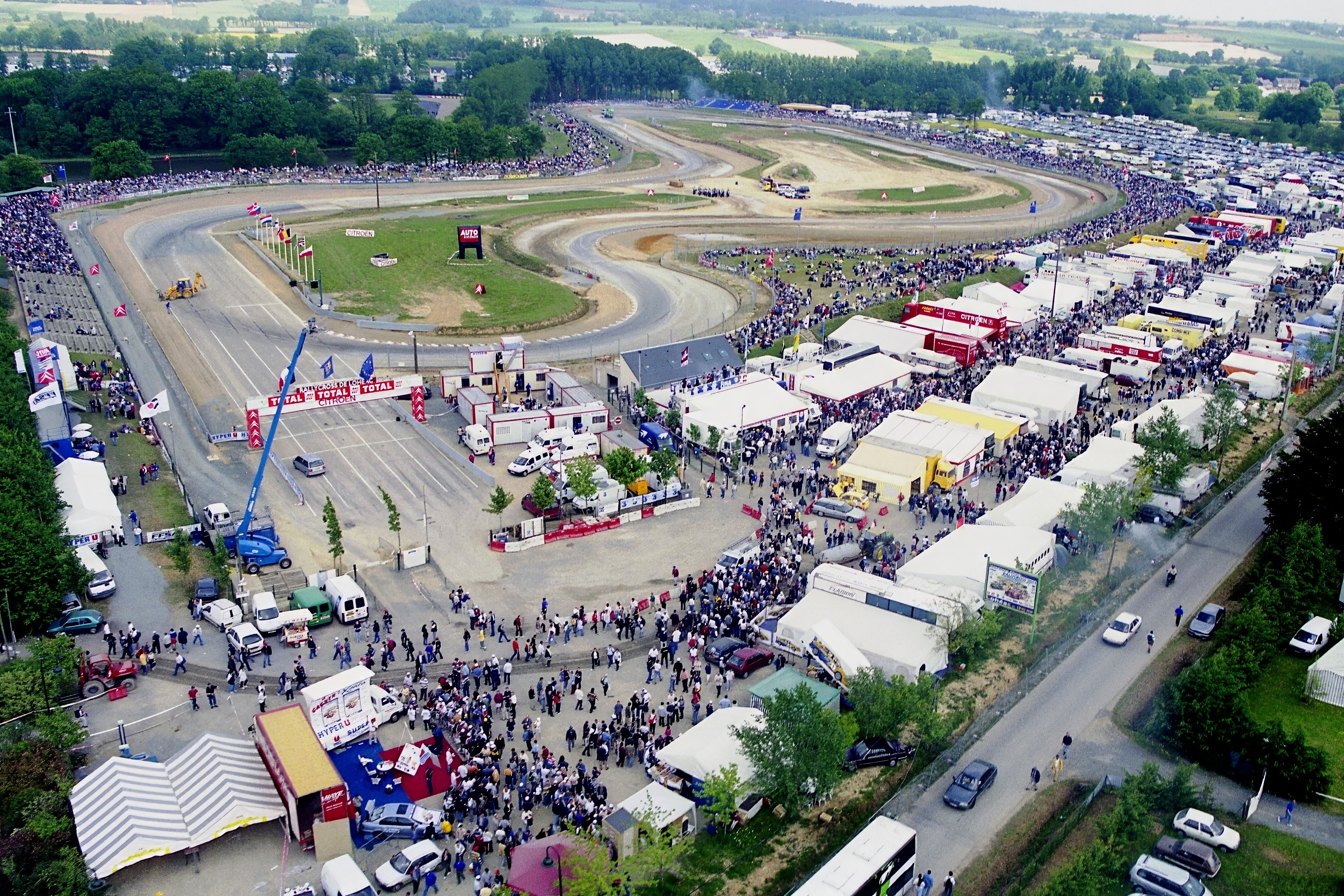
Der Circuit de Lohéac ist mit etwa 35.000 Zuschauern pro Rennen die bestbesuchte Rallycross-Strecke in Europa

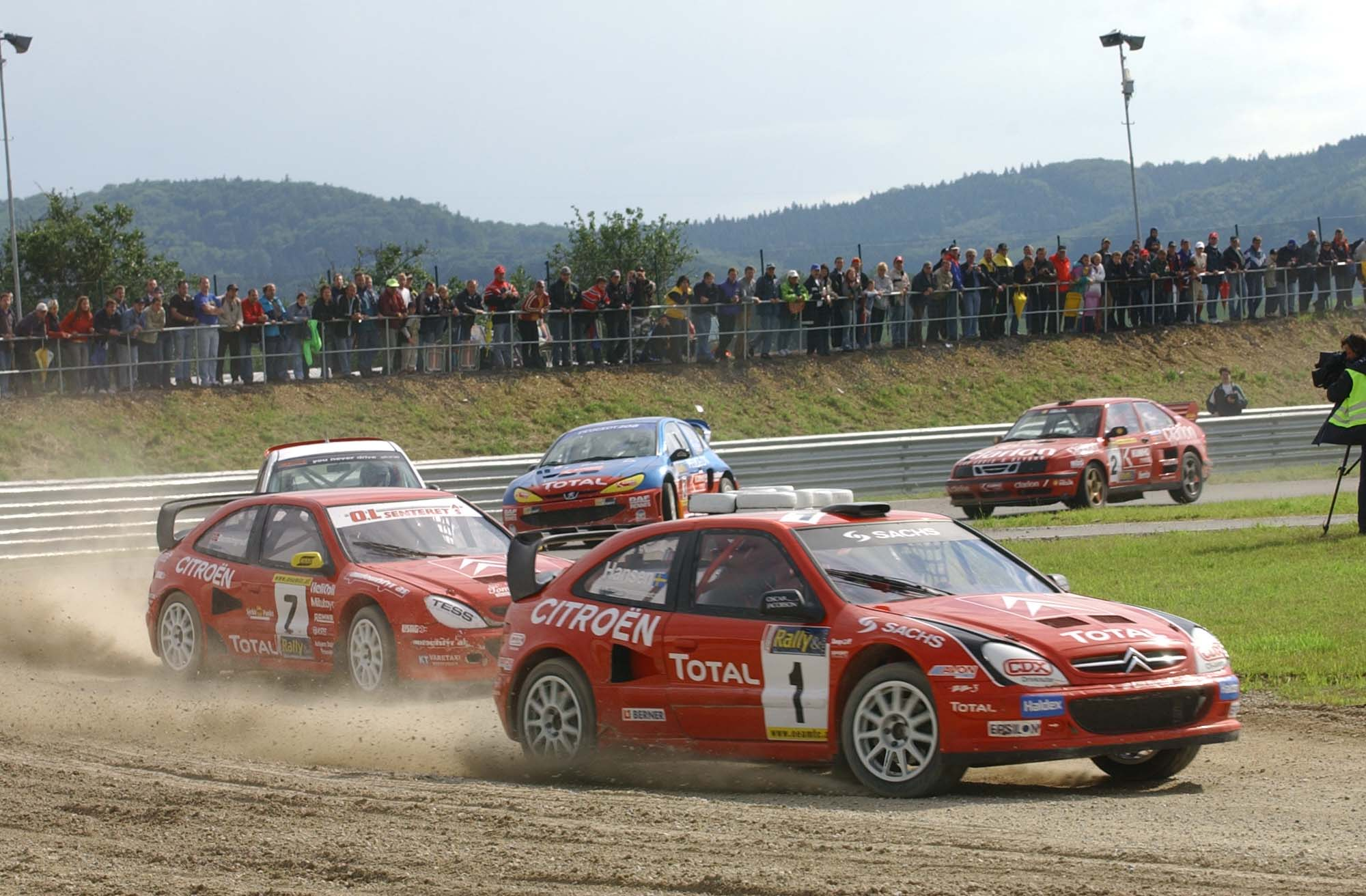
Melk: Der Rekord-Rallycross-Europameister Kenneth Hansen (Citroën Xsara T16 4x4) führt das Feld in die erste Runde (2004)

Im Gegensatz zur klassischen Rallye fahren beim Rallycross kleine Gruppen von Rennwagen Sprintrennen im direkten Vergleich gegeneinander. Die relativ kurzen Rundkurse (sie müssen laut Reglement zwischen 950 und 1400 Meter lang sein und dabei über einen Asphalt- und/oder Beton-Anteil von 35 bis 60 Prozent verfügen), zumeist mit Stadion-Charakter, sind fast immer gut überschaubar und damit zuschauer- und fernsehfreundlich. In Deutschland sind entgegen dem oben erwähnten internationalen FIA-Reglement Rallycross-Rennen mit der Zustimmung des deutschen Verbands DMSB ausnahmsweise auch auf Autocross-Strecken (loser Fahrbahnbelag) möglich, wenn dort zumindest der Startplatz (engl. Grid respektive Starting grid) asphaltiert wurde (Beispiel: Matschenberg Offroad Arena). Darüber hinaus erlaubt der DMSB aber auch Rallycross-Rennen auf vollständig asphaltierten Strecken (Beispiel: Gründautalring). Diese Ausnahmeregelungen wurden getroffen, weil es hier an entsprechenden Strecken mangelt.
Im Gegensatz zu wilden Autocross-Rennen und diversen Stoppelfeld-, Kiesgruben- und Car-Crash-Wettbewerben, deren Veranstalter den Begriff Rallycross gerne „adoptieren“, ist Rallycross als eigenständige Autosportart von der FIA anerkannt, die jährlich drei verschiedene Europameistertitel für RX-Fahrer ausschreibt. Das europäische Rallycross hat so gut wie keine Ähnlichkeiten mit dem US-amerikanischen RallyCross und den verschiedenen Cross-Country-Veranstaltungen wie Rallye Raid, Africa Eco Race, Rallye Dakar oder Baja 1000 und weist auch nur wenige Gemeinsamkeiten mit dem von der FIA und dem DMSB sanktionierten Autocross auf (dort offene und geschlossene Rennwagen, temporäre oder permanente Rennstrecken mit losem Belag).
Nachdem die FIA die EM-Vermarktungsrechte ab 2013 an den US-amerikanischen Sportpromoter International Management Group (IMG) übertragen hatte, wurde bereits für 2014 die FIA-Rallycross-Weltmeisterschaft (Kürzel WorldRX bzw. WRX) eingeführt. In dieser WM treten Fahrer in den vier Kategorien SuperCars, Super1600, TouringCars und RX2 gegeneinander an. Nachdem in den ersten beiden Jahren der Norweger Petter Solberg den WM-Titel erringen konnte, folgten ihm 2016 der Schwede Mattias Ekström und 2017 dessen Landsmann Johan Kristoffersson als Rallycross-Weltmeister.

## Fahrzeugkategorien

### Rallycross-Weltmeisterschaft (laut FIA-Reglement)
- SuperCars (vormals Division 1): Tourenwagen, die in den Gruppen A und ST (für Supertouring) homologiert sind. Das Hubraum-Maximum für Benzinmotoren mit Turboladern ist 2058 cm³.
- Super1600 (vormals Division 1A): Tourenwagen mit Frontantrieb, die in der Gruppe A homologiert sind. Es sind einzig Saugmotoren zulässig, die über maximal 1600 cm³ Hubraum verfügen.
- TouringCars (vormals Division 2): Tourenwagen mit Hinterradantrieb, die in der Gruppe A homologiert sind. Die betreffenden Fahrzeuge dürfen einzig Saugmotoren mit maximal 2000 cm³ Hubraum haben und müssen nötigenfalls von Frontantrieb auf Hinterradantrieb umgerüstet werden. Dies trifft für die meisten Marken und Modelle (eine Ausnahme stellen beispielsweise Autos von BMW oder der Mazda RX-8 dar) zu.
- RX2: Tourenwagen mit Allradantrieb. Die identischen Fahrzeuge in Mittelmotorbauweise haben 310 PS.

## Ablauf eines Rallycross-Wettbewerbs
Rallycross-Rennen sind mit einer Gesamtdistanz zwischen 3000 und 8000 Metern relativ kurz. Da die meisten Strecken etwa 1000 m lang sind, gehen die Sprints über drei bis acht Runden. Auf den Rallycross-Strecken für international offene Wettbewerbe wird seit einiger Zeit auch eine sogenannte Joker Lap ausgefahren. Dabei muss jeder Fahrer einmal pro Rennen einer mindestens 2 Sekunden langsameren Alternativroute (der Joker Lap section) folgen, darf aber selbst entscheiden, in welcher Runde er das tut. Nach der technischen Abnahme der Fahrzeuge dürfen ihre Fahrer am freien Training teilnehmen, anschließend geht es ins Pflichttraining. Abschließend stehen drei Qualifikationsläufe auf dem Programm. In diesen Vorläufen müssen die Teilnehmer mindestens zweimal das Ziel erreichen und dabei zwei schnelle Zeiten vorlegen, um sich für die abschließenden Finalrennen zu qualifizieren. Nur die 20 besten Fahrer jeder Division (Fahrzeugkategorie) dürfen jeweils im D-, C-, B- oder A-Finale erneut antreten. Während in den Vorläufen drei, vier oder fünf Piloten von einer gemeinsamen Linie aus starten, erfolgt der Start der sechs Teilnehmer in den Finalrennen aus drei jeweils versetzt hintereinander aufgestellten Startreihen. Die beiden Erstplatzierten des D-Finales sind automatisch als letzte Starter für das C-Finale zugelassen, der Sieger des C-Finales steigt in das B-Finale auf und der Gewinner des B-Finales qualifiziert sich in gleicher Weise für den letzten Startplatz des A-Final-Grids.
In den Finals sind die gefahrenen Zeiten nicht mehr entscheidend, sondern nur noch die Platzierung, also die endgültige Reihenfolge der 20 Besten des Wettbewerbs. Da sich der Gesamtsieger der betreffenden Division erst im jeweils letzten Rennen des Tages ermitteln lässt, wird die Spannung kontinuierlich gesteigert und es kommt am Ende des Rennwochenendes zum Showdown. Die Top-Autos der FIA Rallycross-WM, FIA Rallycross-EM, die RX-Specials, sind Prototypen, die optisch weitgehend den World Rally Cars ähneln, jedoch mit gut 550 PS über eine weit über dem WRC-Nominalwert von 300 PS liegende Motorleistung verfügen. Wie bei vielen Sprint-Wettbewerben ist ein guter Start eminent wichtig, da der Starter, der als Erster die erste Kurve erreicht, sich die bestmögliche Ausgangsposition für den erhofften Gesamtsieg sichert. Die allradgetriebenen Rennwagen erreichen dank sehr kurzen Getriebeübersetzungen und extrem weichen Reifenmischungen, die hohe Traktionswerte garantieren, die 100-km/h-Marke in 2 bis 2,5 Sekunden.

## Geschichte

### 1967 für das ITV in England erfunden

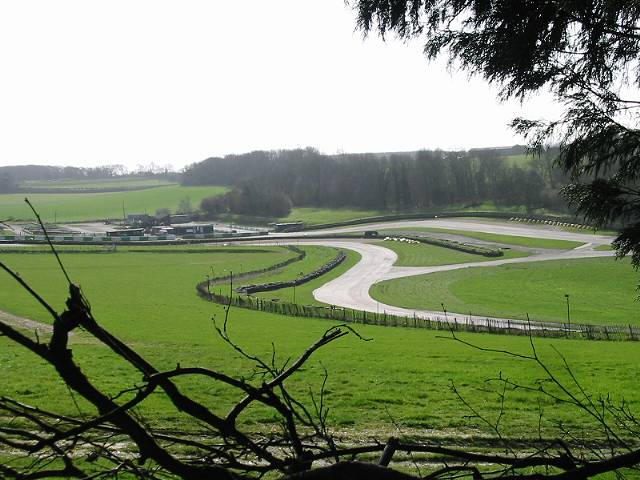
Der Lydden Circuit bei Dover in England wurde am 4. Februar 1967 zur Rallycross-Geburtsstätte

Die Wurzeln des Rallycross kommen nachweislich aus dem Rallyesport. Am 4. Februar 1967 ließ man auf der speziell dafür präparierten Rennstrecke Lydden Circuit (zwischen Dover und Canterbury in Kent, England) ausnahmslos eingeladene Rallyefahrer erstmals in Vierergruppen bei kurzen Sprintrennen für eine Fernsehproduktion im direkten Vergleich gegeneinander antreten. Gesamtsieger wurde der spätere Formel-1-Fahrer und Rallye-Monte-Carlo-Gewinner (1968) Vic Elford auf einem Porsche 911. Dadurch hoben die Veranstalter einen gänzlich neuen Motorsport aus der Taufe, in dem aber schon bald darauf die Rallye-Werkspiloten von nun schnell heranwachsenden echten Rallycross-Spezialisten abgelöst wurden. Die wahren Erfinder des Rallycross waren der für das ITV (ABC – World of Sport) tätige Fernsehproduzent Robert Reed und der rührige Rennveranstalter Bud Smith († 1994), während Streckenbetreiber Bill Chesson († 1999) Lydden Circuit für diesen Zweck erweiterte und zur Verfügung stellte. Den Namen Rallycross aber dachte sich der bekannte Journalist, Rallyefahrer und Rennkommentator John Sprinzel aus, den man zusammen mit seinem Presse-Kollegen Barrie Gill (The Sun) als „Geburtshelfer“ der neuen Rennsport-Disziplin betrachten kann.
Nach zwei weiteren Rallycross-Testrennen (am 11. März und am 29. Juli) für ITV wurde am 23. September in Lydden mit dem ersten von insgesamt sechs Wertungsläufen (drei Läufe in Lydden und drei in Croft) die erste nationale Britische Rallycross-Meisterschaft namens World of Sport Rallycross Championship 1967/68 gestartet, die mit einem Sieg beim Endlauf am 6. April 1968 in Lydden an den Engländer Tony Chappell in einem Ford Escort TwinCam ging.
Am 25. November 1967 wurde, ebenfalls in Lydden, das erste internationale Rallycross-Rennen ausgetragen. Die dafür zum Start angemeldeten ausländischen Rallyefahrer machten sich jedoch schon vorzeitig wieder auf die Heimreise, weil die eine Woche zuvor terminierte RAC-Rallye 1967 kurzfristig aufgrund der in Großbritannien grassierenden Maul- und Klauenseuche hatte abgesagt werden müssen. Als Sieger aus diesem „national-internationalen“ Wettbewerb ging Rootes-Rallye-Werkspilot Andrew Cowan mit seinem Sunbeam Imp in die Rallycross-Geschichte ein. Dieses als ABC Television Rallycross deklarierte Rennen und seine genannten Begleitumstände werden bis auf den heutigen Tag häufig aber dennoch fälschlich mit der Geburtsstunde des Rallycross (siehe weiter oben) in einen unmittelbaren Zusammenhang gebracht, obwohl es fast zehn Monate nach dem tatsächlichen Debütrennen stattfand. Darüber hinaus wird zumeist die BBC als die Rallycross-„Mutter“ bezeichnet, was ebenfalls nicht richtig ist. Die BBC sprang erst viele Monate später mit ihrem Grandstand-Programm auf den Rallycross-Zug auf.

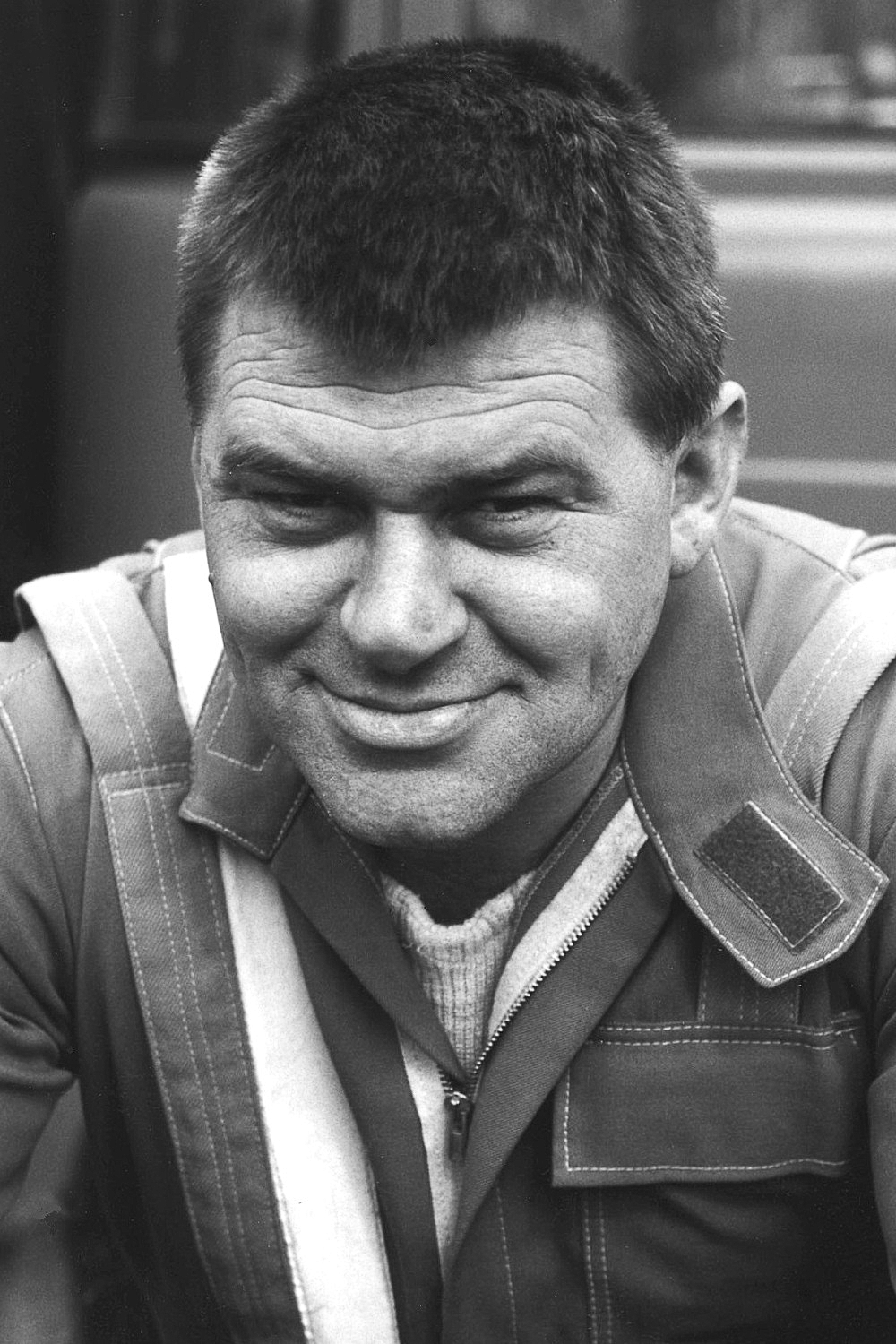
Erster RX-Star der Niederlande: Jan de Rooy (1979)

### 1969 für die AVRO aufs Festland importiert
Nachdem die Firma Ford am 2. Juni 1969 im Autodromo Vallelunga in Italien einen Rallycross-Demonstrationslauf unter dem Namen Trofeo Italiano di Rallycross veranstaltet hatte, wurde das erste richtige Rallycross-Rennen des europäischen Festlandes am 7. Juni 1969 auf einem Militärgelände in der Heide nahe der niederländischen Stadt Venlo ausgefahren und von Hans Kok mit seinem NSU 1200 TT gewonnen. Als kontinentaler „Entdecker“ des Rallycross-Sports darf der niederländische Fernsehregisseur Rob Herzet (AVRO) angesehen werden, der gegen Ende der 1980er-Jahre in Deutschland auch für bekannte ZDF-Fernsehserien wie Die Wicherts von nebenan, Wartesaal zum kleinen Glück oder Wie gut, dass es Maria gibt! viel Anerkennung fand. Mit dem Eurocircuit in Valkenswaard bei Eindhoven bauten die Niederländer auch die erste Rennstrecke der Welt, die speziell für den Rallycross-Sport konzipiert wurde. Das Eröffnungsrennen am 17. April 1971 gewann Jan de Rooy in einem DAF 555 Coupé 4WD.

### 1969 auch in Australien etabliert
Rallycross nach britischem Vorbild wurde ab 1969 auch für rund zwölf Jahre in Australien gefahren. Nachdem man in Leppington (New South Wales) ein Testrennen organisiert hatte, fand der junge Motorsport bis in die Mitte der 1970er mit dem Calder Park Raceway in Melbourne einen vielbesuchten Austragungsort. Von 1972 bis Anfang der 1980er wurden auch im Catalina Park von Katoomba (New South Wales) Rallycross-Rennen organisiert. Zwei weitere Schauplätze für Rallycross-Läufe waren Towac bei Orange (New South Wales) und Tailem Bend (South Australia). Der australische Autosportler, der auch heutzutage noch mit Rallycross in Verbindung gebracht wird, ist der 2006 bei einer Rallye tödlich verunglückte Allround-Rennfahrer Peter Brock, der mit seinem „The Beast“ genannten Holden Torana GTR mehrere Jahre auch in dieser Disziplin sehr erfolgreich war.

### Erste Rallycross-Rennen in Deutschland, Österreich und der Schweiz

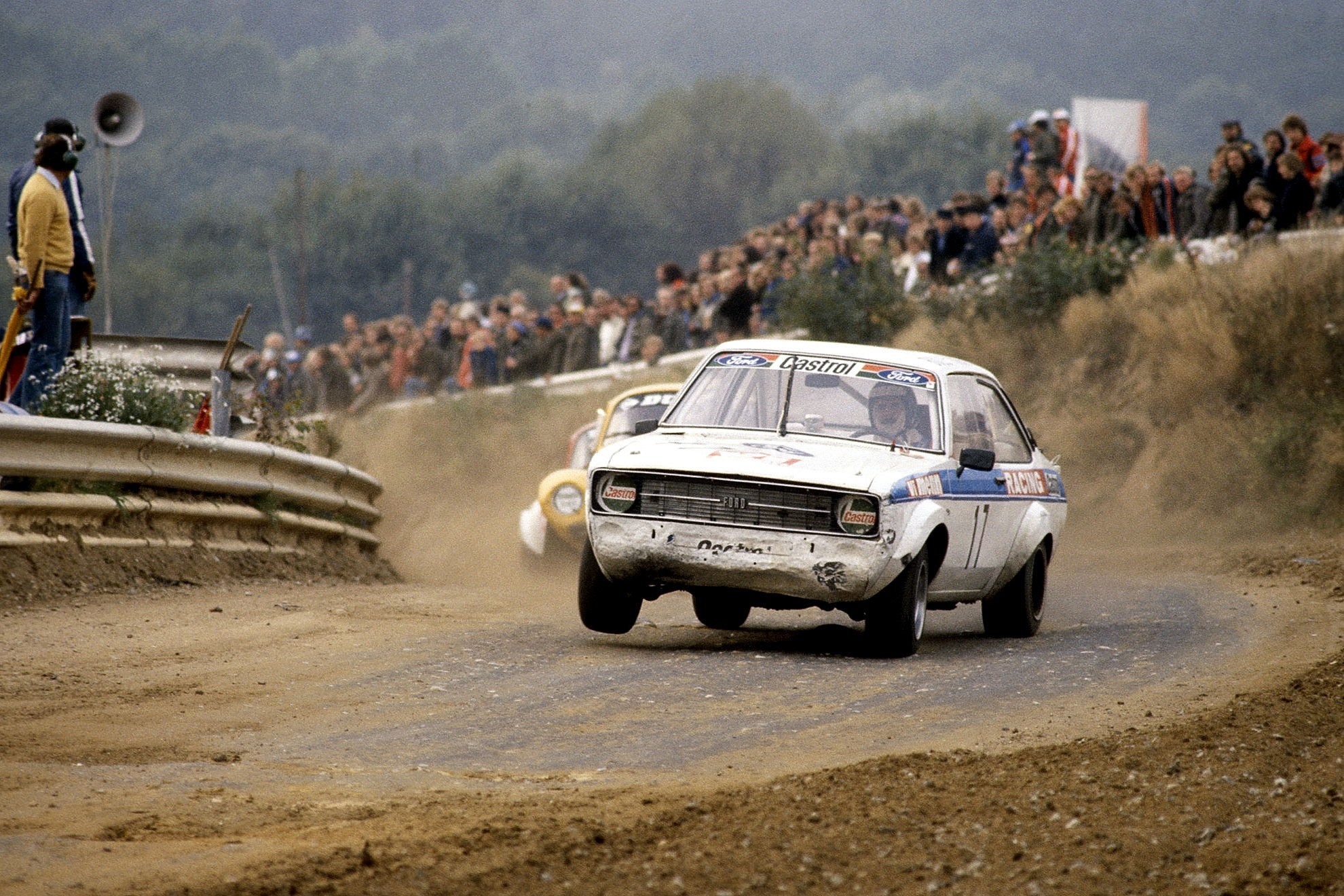
Der Norweger Gunnar Kittilsen mit seinem Ford Escort RS1800 beim Rallycross-EM-Lauf des Jahres 1979 auf dem Estering in Buxtehude

Anfang der 1970er Jahre wurde Rallycross von Bernd Ziskofen und seinem Automobilclub Niederelbe auch nach Buxtehude importiert und erlebte seine Deutschland-Premiere am 21. Mai 1972 auf dem Estering mit einem Gesamtsieg von Jan de Rooy im DAF 555 Coupé 4WD. Bis zum Herbst 2007 wurden auf der Anlage genau 108 RX-Rennen veranstaltet, wegen Streitigkeiten mit Anwohnern hatten 1982 und 1983 fünf weitere geplante Veranstaltungen abgesagt werden müssen. Ebenfalls von Ziskofen und dem ACN initiiert, und in Zusammenarbeit mit dem britischen Thames Estuary Automobile Club (TEAC) gegen Ende 1972 auf den Weg gebracht, gibt es seit 1973 auch eine Rallycross-Europameisterschaft, die in den ersten drei Jahren ihres Bestehens von der FIA toleriert und dann endgültig adoptiert wurde.

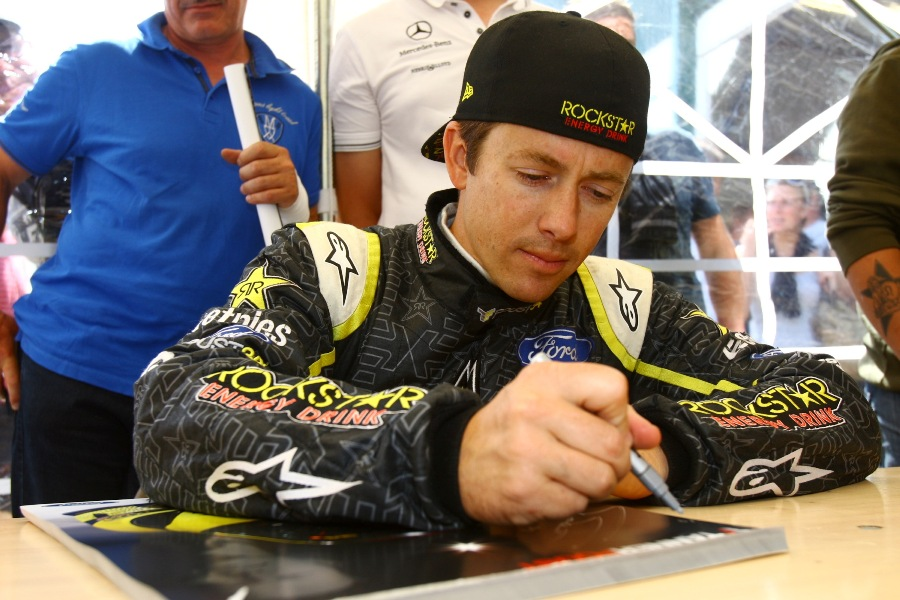
Rallycross-Europameisterschaft 2011: Tanner Foust (USA) schreibt Autogramme

Die österreichische Rallycross-Geschichte begann mit der Errichtung des Leruring auf der sogenannten „Stiftswiesn“ bei Pöverding oberhalb der Stadt Melk der damalige Leruring. Das erste nationale Rallycross fand am Ostersonntag, dem 22. April 1973 statt (Gesamtsieger war der Österreicher Harald Neger auf Renault Alpine A110). Kurz darauf, am Maifeiertag, organisierte man hier das erste internationale Rallycross (Gesamtsieger war Franz Wurz auf VW 1302S) und am 13. Mai 1973, erlebte der Leruring unter der Führung des Veranstalters RRC 13 Wien den Premierenlauf der damaligen Embassy European Rallycross Championship (Gesamtsieger war der Brite John Taylor auf Ford Escort RS1600). Seit Ende der 1990er Jahre heißt die inzwischen vollständig umgebaute Rennstrecke Wachauring und ist heute Teil des gleichnamigen ÖAMTC-Fahrsicherheitszentrums.
Auch in der Schweiz hat es einige wenige Rallycross-Rennen gegeben. Am 23. September 1984 fand auf der Rennstrecke von Lignières, oberhalb des Bielersees gelegen, das 1. Internationale Rallycross der Schweiz um die Marlboro-Trophy 84 statt, bei dem sich auch Formel-1-Pilot Marc Surer mit einem Renault 5 Turbo teilnahm. Gewonnen wurde das Rennen von dem Belgier Luc Noyen auf einem Talbot Matra Murena. Der Circuit Lignières wird heutzutage nicht mehr als Rennstrecke, sondern ausschließlich als Testgelände, u. a. für Fahrerlehrgänge auf Schnee und Eis, genutzt.

### 2010 auch in den Vereinigten Staaten eingeführt
Am 28. und 29. August 2010 wurde der erste von vier Läufen zur RallyCar 2010 U.S. Rallycross Championship auf dem Lightning Raceway des New Jersey Motorsports Parks von Millville in New Jersey ausgefahren und von dem US-Amerikaner Tanner Foust mit einem 560 PS starken Ford Fiesta Mk7 T16 4×4 gewonnen. Auch den Wettbewerb am 2. und 3. Oktober konnte Foust am selben Schauplatz für sich entscheiden, während das Saisonfinale in Millville als Doppeltermin am 6. (gewonnen von dem Norweger Sverre Isachsen) und 7. November (gewonnen von dem Finnen Toomas Heikkinen) ausgetragen wurde.
Für 2011 gab es zwei US-Serien, die anfänglich miteinander kooperierten. Die Global RallyCross Championship (GRC) umfasste drei Wertungsläufe in den Bundesstaaten Kalifornien (beide Rennen wurden von Marcus Grönholm gewonnen), Washington (ein Rennen wurde von Andréas Eriksson und eins von Tanner Foust gewonnen) und Colorado (ein Rennen wurde von Tanner Foust und eins von Marcus Grönholm gewonnen), bei denen man sich auch für die Teilnahme an den Autosportwettbewerben der X-Games 17 (ein Rennen wurde von Liam Doran und eins von Brian Deegan gewonnen) qualifizieren konnte, die ebenfalls zur Global-Serie mitgewertet wurden. Noch kurz vor dem Lauf in Colorado kündigte die Organisation RallyCar/Rally America die Zusammenarbeit mit GRC wegen Interessenskonflikten auf und sagte bald darauf auch die restlichen drei Läufe zu ihrer eigenen RallyCar 2011 U.S. Rallycross Championship ab. Diese sollten auf Rennstrecken in den Bundesstaaten Michigan, Wisconsin und Illinois stattfinden.

## Rallycross – ein vom Allradantrieb geprägter Rennsport

### Die erste Generation der Allradautos

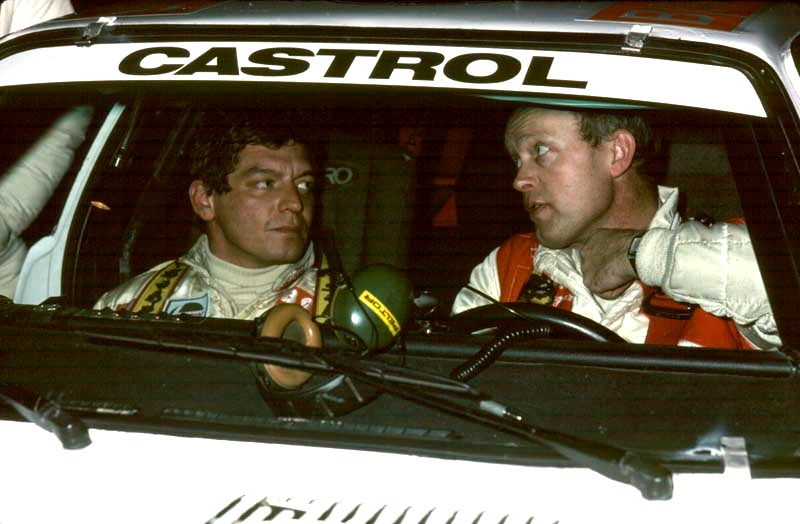
1974 im Rallycross Rivalen, bei der Jänner-Rallye 1984 ein Team: Franz Wurz und Björn Waldegård

Seit Franz Wurz am 3. Oktober 1982 mit einem Audi quattro den ersten FIA-Titel für Audi errang, ist der Rallycross-Sport bis heute untrennbar mit allradgetriebenen Rennwagen verbunden. Allerdings – seine erste und auch sehr erfolgreiche Generation 4x4-Fahrzeuge kannte der neue Sport bereits lange vor Audi und deren quattro, nämlich schon Ende der 1960er Jahre. Am 8. Februar 1969 hatten Ford und BMC – zwar am selben Tag, jedoch auf verschiedenen Rennstrecken – jeweils ein 4WD-Rallycross-Fahrzeug an den Start gebracht. Während der etwa 100 kW (130 PS) starke Triumph 1300 4WD unter BMC-Werksfahrer Brian Culcheth seinen Wettbewerb in Lydden gewann, in der Folge aber nur noch höchstselten vom Hersteller reaktiviert wurde, bekam Ford-Werksfahrer Roger Clark den gleichfalls errungenen Sieg in Croft (bei Darlington) am selben Tag wieder aberkannt, weil sein Capri 3000GT 4WD damals „nicht dem gültigen Reglement entsprach“. Ford ließ sich dadurch aber nicht entmutigen und setzte bis zum Herbst 1971 unter den Brüdern Roger und Stan Clark zwei dieser am Ende gut 250 PS starken Allrad-Capris mit ZF-Getriebe und Ferguson-Antriebseinheit ein, mit ständig wachsendem Erfolg. Den technisch weitgehend identischen Semi-Werks-Capri von Rod Chapman galt es allerdings auch noch in der Britischen Rallycross-Winter-Serie 1971/72 zu schlagen.
Die medienwirksamen Triumphe von Ford und BMC animierten auch die niederländische Firma DAF, die für 1971 und 1972 insgesamt drei DAF 555 Coupé 4WD (die dritte 5 stand für die Gruppe 5 nach FIA-Reglement) baute, die von den beiden Brüdern Jan de Rooy und Harry de Rooy zu einer Vielzahl von Rallycross-Gesamtsiegen gefahren wurden, obwohl sie häufig erst 5 oder 10 Sekunden hinter ihren Konkurrenten starten durften (die sogenannte 4WD penalty). Bei den gerne als „Rentner- und Hausfrauenwägelchen“ belächelten DAF-55-Modellen realisierte man den Allradantrieb durch eine Sportvariomatic, die ursprünglich für die Formel 3 entwickelt worden war. Jeweils ein Antriebsriemen versorgte stufenlos die Kardanwellen für die Vorder- und Hinterachse, die dort in selbstsperrenden Differenzialen vom BMW 2002 mündeten. Traktion war permanent vorhanden, ohne ein normales Getriebe schalten zu müssen, hatte der Fahrer eminente Vorteile, und die rund 200 PS starken Cosworth-BD-Motoren trugen ebenfalls dazu bei, dass die leichten DAF-Fahrzeuge den Autos der Gegner auf und davon fuhren. Doch weil die Initiatoren der Rallycross-Europameisterschaft auf eine baldige Anerkennung ihrer Sportart durch die FIA hofften, wurde die erste Rallycross-Allrad-Generation Ende 1972 eingemottet.

### Die Rückkehr der Allradautos

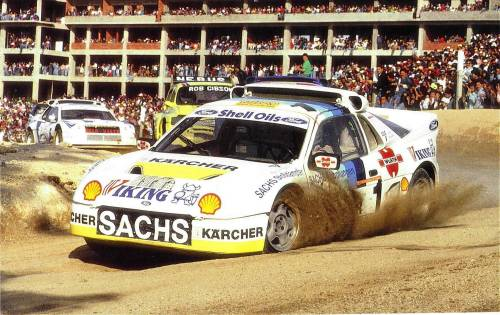
Martin Schanche und sein gut 650 PS starker Ford RS200 E2 beim Rallycross-EM-Lauf 1992 in Portugal

Nachdem ein neues Reglement ab 1982 wieder Allradautos legitimierte und Wurz auf Anhieb mit einem Audi Quattro erfolgreich war, dominierten ab Mitte der 1980er Jahre allradgetriebene Fahrzeuge den Rallycross. Vom Allrad-VW-Käfer mit bis zu 500 PS, über den BMW M3 Turbo 4WD mit gut 600 PS starkem IMSA-Motor, bis hin zum über 750 PS starken Porsche 911 BiTurbo 4x4 reichte die Palette der meist von Privatleuten und ohne Werksunterstützung realisierten Prototypen. Besonders hervorzuheben daraus ist die wichtigste technische Innovation, die das Rallycross hervorbrachte und die später die Rallye-Weltmeisterschaft und die Formel 1 beeinflusste. Der Norweger Martin Schanche initiierte und finanzierte 1983 das sogenannte Xtrac-System. Die Briten Mike Endean und Chris Goddard realisierten seine Idee eines variablen Allradantriebs für seinen Ford Escort XR3 T16 4x4 und schufen mit ihm zusammen den ersten Xtrac-Allradantrieb, der, über eine während der Fahrt manuell zu beeinflussende Hydraulik, die Leistung des 560 PS starken Zakspeed-Motors stufenlos von 28:72 (VA:HA) bis 50:50 Prozent an die Vorder- und Hinterachse weiterleitete. Nachdem Schanche 1984 damit auf Anhieb Rallycross-Europameister geworden war, animierte der damalige Opel-Sport-Chef Karl Heinz Goldstein den vormaligen Hewland-Techniker Endean zur Gründung seiner eigenen Firma Xtrac und zur Kooperation mit der Sportabteilung des deutschen Automobilwerkes. Opel baute dann zwei Kadett-Prototypen (für die bald darauf von der FIA wieder verworfene Gruppe S), die bei der Rallye Paris-Dakar 1986 aufgrund mehrerer Stoßdämpferdefekte ein totales Fiasko erlebten. Später verwendeten auch andere Rallye-Werksteams das weiter verbesserte und nun halbautomatisierte Xtrac-System und selbst in der Formel 1 vertrauten diverse Teams über viele Jahre hinweg auf diverse Antriebselemente der Firma Xtrac.
Nachdem die FIA die Autos der äußerst umstrittenen Gruppe B nach einigen tragischen Unfällen zur Mitte der 1980er Jahre ab Ende 1986 aus der Rallye-Weltmeisterschaft verbannt hatte, fanden diese „Saurier“ Fahrzeuge ihr letztes internationales Betätigungsfeld im Rallycross-Sport. Von Anfang 1987 bis Ende 1992 prägten die zum Teil weit über 600 PS starken Boliden Peugeot 205 Turbo 16 E2, Ford RS200 E2, Audi Sport quattro S1, MG Metro 6R4 BiTurbo und Lancia Delta S4 hier das Geschehen, zumal sie bei einigen EM-Läufen in sehr großen Stückzahlen am Start waren. Ab 1993 trat dann ein ganz neues Reglement in Kraft, das im Großen und Ganzen bis auf den heutigen Tag Bestand hat. Es prägt die „Königsklasse“ dieser Disziplin, indem es eine Vielzahl von Rennwagen zulässt, von der optischen Kopie der World Rally Cars (WRC) (Citroën C4, Citroën Xsara, Ford Focus, Peugeot 206, Škoda Fabia usw.) bis hin zum selbst entwickelten Prototyp (Saab 9-3 Aero SportSedan T16 4x4, VW Golf IV T20 4x4, Ford Fiesta ST T16 4x4, Opel Astra G T16 4x4 usw.).

## Einige wichtige Rallycross-Fahrer
Erster Rallycross-Europameister (1973) wurde der Schotte John Taylor (Ford Escort RS 1600 BDA), die erste Europameisterschaft mit dem Segen der FIA gewann 1976 der Österreicher Franz Wurz (Lancia Stratos HF 2.4 24V). Während in den Anfangsjahren der Rennserie die Briten, Österreicher und Niederländer diesen Sport dominierten, waren ab Ende der 1970er Jahre viele Skandinavier sehr erfolgreich im Rallycross.
Der erfolgreichste Fahrer der Geschichte der Rallycross-EM ist (mit bisher 14 EM-Titeln) Kenneth Hansen. Weitere Fahrer, die bei der EM sehr erfolgreich waren, sind Matti Alamäki (fünffacher Europameister), Olle Arnesson, Eivind Opland (je vier Titel) und Anders Norstedt (drei Titel). Als bekanntester Rallycross-Fahrer aber gilt Martin Schanche, der in den 25 Jahren seiner EM-Karriere sechs Europameistertitel gewann und unter dem Spitznamen „Mister Rallycross“ weltweite Berühmtheit erlangte.
Der einzige Deutsche, der bis dato einen EM-Titel erringen konnte, ist Sven Seeliger (1400er-Klasse in den Jahren 2000 und 2001).